# Puchar Świata w skokach narciarskich w Courchevel
Puchar Świata w skokach narciarskich w Courchevel po raz pierwszy miał zostać rozegrany w sezonie 1990/91 w ramach próby przedolimpijskiej. Z powodu braku śniegu we Francji i wysokich temperatur konkursy zostały jednak odwołane. Pierwsze zawody Pucharu Świata na Tremplin du Praz doszły do skutku w 1993 roku i zakończyły się zwycięstwem reprezentanta Austrii Andreasa Goldbergera. Następne zawody były zaplanowane na następny rok. Nie doszły jednak one do skutku z powodu braku opadów śniegu w Courchevel. Wówczas po raz ostatni obiekt ten znalazł się w kalendarzu Pucharu Świata.

## Zwycięzcy konkursów PŚ w Courchevel
| Lp | Data             | Skocznia         | Punkt K | Uwagi | 1. miejsce         | 2. miejsce       | 3. miejsce      |
| -- | ---------------- | ---------------- | ------- | ----- | ------------------ | ---------------- | --------------- |
|    | 19 stycznia 1991 | Tremplin du Praz | K-90    | [ 1 ] | odwołany           | odwołany         | odwołany        |
|    | 20 stycznia 1991 | Tremplin du Praz | K-120   | [ 1 ] | odwołany           | odwołany         | odwołany        |
| 1. | 17 grudnia 1993  | Tremplin du Praz | K-120   | -     | Andreas Goldberger | Jin’ya Nishikata | Jaroslav Sakala |
|    | 17 grudnia 1994  | Tremplin du Praz | K-120   | druż. | odwołany           | odwołany         | odwołany        |
|    | 18 grudnia 1994  | Tremplin du Praz | K-120   | [ 1 ] | odwołany           | odwołany         | odwołany        |